# Hybanthus havanensis
Hybanthus havanensis är en violväxtart som beskrevs av Nikolaus Joseph von Jacquin. Hybanthus havanensis ingår i släktet Hybanthus och familjen violväxter. Inga underarter finns listade i Catalogue of Life.